# Голова Тереона
«Голова Тереона» (латис. «Tereona galva») — радянський художній фільм режисера  Варіса Брасли, знятий на  Ризькій кіностудії за сценарієм Еріка Ланса у 1982 році.

## Сюжет
Доктор, який робив операцію синові лісника, приїхав на запрошення вдячного батька на його ділянку — відпочити і сходити на обіцяне полювання. Кабана, приготованого для доктора, довелося на прохання начальника віддати чиновникам ліспромгоспу, що несподівано приїхали. Збентежений господар послався на несприятливу погоду і запропонував постріляти диких гусей, які прилетіли на сусіднє озеро.
Убиті без жодної потреби птахи були товаришами дитячих ігор маленького Іво. Дитина, що прокинулася вранці, була не в силах зрозуміти, чому гордий чорноголовий гусак, прозваний їм королем гусячої зграї і названий одним з гостей Тереоном, за одну ніч став звичайним мисливським трофеєм.

## У ролях
- Юріс Барткевич — Агріс
- Анда Албуже — Рота
- Яніс Єкабсонс — Іво
- Мартиньш Вердиньш — Марек
- Леонс Кріванс — Грігалс
- Ліене Катковске — Зане
- Рута Вітиня — Байба
- Вольдемар Карпачс — Олексій
- Зігурдс Нейманіс — лісник
- Зане Янчевська — медсестра
- Візма Калме — медсестра

## Знімальна група
- Автор сценарію: Ерік Ланс
- Режисер-постановник: Варіс Брасла
- Оператор-постановник: Давіс Сіманіс
- Композитор: Імант Калниньш
- Художник-постановник: Ієва Романова